# Al-Dżaradżir
Al-Dżaradżir (arab. الجراجير) – miejscowość w Syrii, w muhafazie Damaszek. W 2004 roku liczyła 4022 mieszkańców.